# 里弗頓 (新澤西州)
里弗頓（英語：Riverton）是位於美國新澤西州伯靈頓縣的自治市鎮。

## 人口
根據2020年美國人口普查的數據，里弗頓的面積為2.50平方千米，當中陸地面積為1.71平方千米，而水域面積為0.78平方千米。當地共有人口2764人，而人口密度為每平方千米1,106人。